# Новотроїцький (хутір)
Новотроїцький — хутір, розташований на одній з приток р. Каїнкулак за 5 км від Новомихайлівки в напрямку Чернігівки не доходячи до с. Зелений луг 3 км. Заснований у 1922 році переселенцями з с. Петропавліка, Пологівський район в 14 господарств, розташованих однією вулицею в два ряди.
Назву хутір отримав від часу заселення, яке відбулося на релігійне свято Трійцю. Хуторян називали «тройчани» або «гайдамаки», (останнє відображало агресивність у поведінці чоловіків хутору). У 1930 році в хуторі було утворено колгосп «Любимий», який в 1933 році було об'єднано з колгоспом «Ранок» с. Зелений луг. Відсутність школи та ін. об'єктів культурного життя призвели до того, що люди почали від'їздити з хутора. У 1939 році на хуторі лишилися лише курятник та вівчарня колгоспу «Ранок». Ці дві будівлі було знищено німецькою авіацією під час відступу радянських військ 1941 року.